# Aleksej Petrovič Maresjev
Aleksej Petrovič Maresjev (rusko Алексе́й Петро́вич Маре́сьев), ruski letalski as, častnik in zgodovinar, * 20. maj 1916, † 19. maj 2001.

## Življenje
Leta 1937 se je pridružil Rdeči armadi in čez tri leta je diplomiral na batajski vojaško-letalski šoli. Avgusta 1941 je pričel pilotsko urjenje. Do marca 1942 je sestrelil štiri nemška letala, a je bil 4. aprila 1942 sestreljen. 
Kljub temu, da je bil težko ranjen, je sam uspel doseči sovjetsko ozemlje. Med 18-dnevnim potovanjem se je stanje ran poslabšalo, tako da so mu morali amputirati obe nogi pod kolenom. V želji, da bi se vrnil v letalo, se je v letu naučil uporabljati protetični nogi in junija 1943 se je vrnil v aktivno vojaško službo.
Do konca vojne je opravil 86 bojnih poletov, sestrelil 11 nemških letal, bil odlikoval kot heroj Sovjetske zveze (24. avgust 1943) in postal član KP SZ (1944). Iz aktivne vojaške službe se je upokojil leta 1946.
Leta 1952 je diplomiral na Višji partijski šoli in leta 1956 je doktoriral iz zgodovine. Zaposlil se je v Komiteju veteranov sovjetske vojne in pozneje postal tudi član Vrhovnega sovjeta. 
Zaradi srčnega napada je umrl 19. maja 2001, samo eno uro pred njegovo uradno zabavo ob 85. rojstnem dnevu.
Pokopan je na moskovskem pokopališču Novodeviči.

## Odlikovanja
- heroj Sovjetske zveze (1943)
- red Lenina
- red oktobrske revolucije
- red rdeče zastave dela
- red rdeče zvezde[7]

Po njem je Boris Polevoj napisal roman Zgodba pravega človeka (preimenovan v Meresjeva). Na osnovi romana sta kasneje nastala še film in istoimenska opera Sergeja Prokofjeva.